# Hạt thóc 3000 năm
"Hạt thóc 3000 năm" hay hạt thóc lâu năm hoặc hạt thóc ngàn năm hoặc hạt thóc nguyên thủy hoặc hạt thóc Hồ Ly Tinh là cái tên mà giới báo chí Việt Nam dùng để gọi những hạt thóc được tìm thấy tại tầng đất có niên đại 3000 năm tại khu di chỉ Thành Dền (huyện Mê Linh thành phố Hà Nội) và đã nảy mầm khi được ngâm nước bảo quản.

## Khái quát
Đầu tháng 4 năm 2010, đoàn công tác khảo cổ học thuộc Bộ môn Khảo cổ học, Khoa Lịch sử, Trường Đại học Khoa học Xã hội và Nhân văn, Đại học Quốc gia Hà Nội kết hợp với Bảo tàng Hà Nội khi khai quật tại di chỉ Thành Dền đã tìm thấy những hạt thóc và gạo cháy tại một số hố rác bếp. Tất cả những hạt này đều nằm trong cùng một mặt bằng ở độ sâu gần 1 mét so với mặt đất. Các nhà khảo cổ học dựa vào các mẫu gốm tìm thấy ở cùng tầng đất đã cho rằng tầng đất với độ sâu này có niên đại cách đây khoảng 3000 năm, thuộc tầng văn hóa Đồng Đậu. Khi mang các hạt thóc tìm được về ngâm nước để bảo quản, 10 hạt thóc trong đó đã nảy mầm đâm lá ảnh 1, 2.
Những hạt thóc nảy mầm đã được chuyển cho Viện Di truyền nông nghiệp để nuôi cấy, chăm sóc và nghiên cứu.

## Thu hút sự chú ý
Những hạt thóc nảy mầm đã thu hút sự chú ý của dân chúng và các nhà khoa học vì không ai ngờ hạt thóc 3000 năm tuổi lại vẫn nảy mầm và phát triển.
Phó giáo sư, Tiến sĩ Lâm Thị Mỹ Dung - chủ nhiệm bộ môn khảo cổ học nói trên - cho biết việc phát hiện các hạt thóc, gạo không phải là điều hiếm gặp, nhưng việc hạt thóc có niên đại vài nghìn năm lại nảy mầm thì hết sức hiếm có. Giáo sư nông nghiệp Đào Thế Tuấn khẳng định rằng theo các tài liệu chính thức, chưa từng có phát hiện nào trên thế giới mà sau 3.000 năm hạt lúa vẫn nảy mầm. Theo Giáo sư nông nghiệp Võ Tòng Xuân: "Hạt thóc không tiếp xúc với nước, đóng thật kín lại có thể sống 100 năm. Việc những hạt thóc nảy mầm sau 3000 năm là chuyện hy hữu, xưa nay chưa từng có". Viện trưởng Viện Di truyền nông nghiệp, Tiến sĩ Lê Huy Hàm, nói rằng, về lý thuyết và thực tiễn, khó có hạt thóc nào có thể tồn tại trong suốt 3000 năm trời.
Tiến sĩ Nguyễn Lân Dũng của Viện Vi sinh vật và Công nghệ sinh học cho rằng những hạt thóc nảy mầm có thể là thóc hiện đại bị rơi vào tầng đất khai quật. Phó giáo sư khảo cổ học Nguyễn Lân Cường nghi ngờ rằng những hạt thóc hiện đại có thể đã được chuột mang xuống tầng đất khai quật, nhưng sau khi đi quan sát tại chỗ ông đã loại trừ khả năng này.
Để có thể khẳng định chính xác những hạt thóc đã nảy mầm quả thực có niên đại 3000 năm, các vỏ trấu của chúng sẽ được gửi đi kiểm tra tại Nhật Bản. Trong khi đó Chủ tịch Hội Giống cây trồng Việt Nam Giáo sư Trần Đình Long cho rằng, với 62 tính trạng hình thái của cây lúa, việc phân biệt lúa cổ hay lúa thường có thể thực hiện được bằng mắt thường, có thể đợi đến khi ra hạt để xác định. Lúa cổ cây dài, hạt thường tròn, trong khi lúa thường thân lùn, hạt dài.
Hiện tại, theo quan sát của Giáo sư Tuấn, các hạt này có hình dạng ngắn, bề ngang rộng chứ không thon dài như lúa nhiệt đới. Đây là cũng là hình dạng của các loại lúa cổ xưa nhất ở Việt Nam như lúa nương, lúa nếp.

## Các giả thuyết về sức sống của "hạt thóc 3000 năm"
Một số nhà khoa học đã đưa ra các giả thuyết khác nhau lý giải vì sao hạt thóc 3000 năm tuổi vẫn nảy mầm. Giáo sư Tuấn cho rằng sự cháy của các hạt thóc và gạo trong điều kiện chôn vùi đã tạo ra một môi trường yếm khí tuyệt đối có tác dụng bảo quản các hạt thóc. Có giả thuyết cho rằng tro bếp với các thành phần hóa học chủ yếu là các muối vô cơ như calci cacbonat (CaCO3), K2CO3, KCl, phosphat và một số các kim loại như sắt, kẽm... đã bao bọc các hạt thóc và bảo quản chúng.

## Kết luận của các nhà khoa học
Dựa vào các tiêu chí về hình thái cây lúa và vào phân tích DNA, một số nhà khoa học của Viện Di truyền Nông nghiệp - nơi nuôi cấy các hạt thóc Thành Dền nảy mầm - cho rằng các hạt thóc "3000 năm" thực ra là hạt lúa hiện đại giống Khang Dân 18. Tuy nhiên, một số nhà khoa học cho rằng cần tiếp tục nghiên cứu để có kết luận chính xác.
Tại hội nghị thông báo khảo cổ học toàn quốc ngày 30/9/2010, bà Lâm Thị Mỹ Dung cho biết phía Nhật Bản đã không xác định được niên đại hiệu chỉnh của mẫu mà Việt Nam gửi sang phân tích. Phân tích AMS chỉ cho kết quả chính xác nếu mẫu là vật hữu cơ đã chết, chứ không phải vật sống như các hạt thóc họ nhận được.